# Cranaphis
Cranaphis är ett släkte av insekter. Cranaphis ingår i familjen långrörsbladlöss.
Kladogram enligt Catalogue of Life:
| Cranaphis | \| \| Cranaphis formosana \| \| \| \| \| \| Cranaphis indica \| \| \| \| |
|           | \| \| Cranaphis formosana \| \| \| \| \| \| Cranaphis indica \| \| \| \| |
|           | Cranaphis formosana                                                      |
|           |                                                                          |
|           | Cranaphis indica                                                         |
|           |                                                                          |